# Московка, Владимир Николаевич
Владимир Николаевич Московка (род.  13 декабря 1950, город Харьков Харьковской области) — украинский деятель, инженер по инструменту Харьковского опытно-экспериментального завода «Индекс». Народный депутат Украины 1-го созыва. 

## Биография
Родился в семье рабочего.
В 1968 — слесарь кирпичного завода № 2 города Харькова. В 1968-1969 годах — слесарь завода электроаппаратуры города Харькова. Был приговорен к лишению свободы за хулиганство.
В 1969-1970 годах — бетонщик СМУ «Машстрой-3» треста «Промстрой» города Харькова. В 1970 году — бетонщик СМУ «Пластмасстрой» треста «Промстрой-2» города Харькова. В 1970 году — бетонщик СМУ «Машстрой-3» треста «Промстрой» города Харькова. В 1970-1971 годах — бетонщик РСУ-3 «Горремстройтреста» города Харькова.
В 1971 году — каменщик Донбасского ремонтно-строительного спецуправления треста «Укрцветметремонт» города Горловки Донецкой области.
В 1971-1972 годах — каменщик станции Харьков-Сортировочный города Харькова.
В 1972-1974 годах — подземный рабочий очистного забоя шахты № 4-5 «Никитовская» города Горловки Донецкой области.
В 1974-1975 годах — каменщик СМУ № 3 треста «Донецкдорстрой» города Горловки.
В 1975-1976 годах — каменщик спецучастка СМУ «Крайпотребсоюз» города Уссурийск Приморского края РСФСР.
В 1976 году — слесарь «Дальэнергоремонт» города Артем Приморского края РСФСР.
В 1976-1977 годах — подземный рабочий очистного забоя шахты имени Изотова города Горловки Донецкой области.
С 1977 года — слесарь-сборщик, мастер, начальник цеха, инженер по инструменту Харьковского опытно-экспериментального завода «Индекс».
Окончил Харьковский политехнический институт имени Ленина, инженер-механик.
Член КПСС с 1989 по 1990 год.
18.03.1990 избран народным депутатом Украины, 2-й тур 47.73% голосов, 11 претендентов. Входил в «Народную раду», фракцию «Новая Украина». Секретарь Комиссии ВР Украины по вопросам гласности и средств массовой информации.
Член ОСДПУ, председатель Центрального совета ОСДПУ с декабря 1992 по май 1994 года.